# Busigny
Busigny è un comune francese di 2 580 abitanti situato nel dipartimento del Nord, nella regione dell'Alta Francia.

## Società

### Evoluzione demografica
Abitanti censiti